# Liste der deutschen Botschafter in Tunesien
Die Liste der deutschen Botschafter in Tunesien enthält die Botschafter der Bundesrepublik Deutschland in Tunesien. Sitz der Botschaft ist in Tunis.
| Name                | Amtszeit  |
| ------------------- | --------- |
| Werner Gregor       | 1956–1960 |
| Herbert Richter     | 1960–?    |
| Kurt von Tannstein  | 1963–1969 |
| Gerhard Moltmann    | 1969–1972 |
| Heinz Naupert       | 1972–1977 |
| Klaus Terfloth      | 1977–1980 |
| Wolfgang Bente      | 1985–1990 |
| Karl Heinz Kunzmann | 1990–1995 |
| Klaus Werndl        | 1995–1998 |
| Dietmar Kreusel     | 1998–2001 |
| Christoph Derix     | 2001–2004 |
| Peter Schmidt       | 2004–2007 |
| Horst-Wolfram Kerll | 2007–2012 |
| Jens Plötner        | 2012–2014 |
| Andreas Reinicke    | 2014–2020 |
| Peter Prügel        | 2020–2024 |
| Elisabeth Wolbers   | 2024–     |